# 孔敏贞
孔敏贞（韓語：공민정，1986年9月30日—），另譯作孔敏晶，本名金敏贞，韩国女演员。2009年通过短篇电影《参观》出道，之后多数出演短篇电影和独立电影，曾参演洪常秀执导的《你自己与你所有》、《独自在夜晚的海边》及《草叶集》。2017年开始参演电视剧，代表角色有《海岸村恰恰恰》中的表美善和《小女子》中的张玛丽。

## 个人生活
孔敏贞于2024年9月6日与演员張宰昊结婚，据媒体报道两人相识多年，自在电视剧《和我老公結婚吧》中饰演夫妻后发展成恋人关系。

## 影视作品

### 电影
- 2009年：短篇《参观》
- 2010年：《放开我》
- 2011年：《MAMA》饰演 急诊室护士1
- 2013年：《致命时刻（朝鲜语：누구나 제 명에 죽고싶다）》饰演 熙英
- 2014年：《爸爸的味道（朝鲜语：아빠의 맛）》饰演 黄静言
- 2015年：《绑架（朝鲜语：개: dog eat dog）》饰演 女记者
- 2015年：《内在美》饰演 神经科住院医师
- 2015年：《晴朗》饰演 方作家
- 2016年：《岛：消失的人们（朝鲜语：섬. 사라진 사람들）》饰演 面事务所职员
- 2015年：短篇《秉久》饰演 敏智
- 2016年：短篇《伦理距离规则》饰演 崔恩珍老师
- 2016年：《Live Club Greyhound》饰演 恩静
- 2016年：短篇《地下室的男人》饰演 情妇
- 2016年：短篇《那是牛粪的味道》饰演 敏智
- 2016年：《你自己与你所有（朝鲜语：당신자신과 당신의 것）》饰演 素颜（戴眼罩的女人）
- 2017年：短篇《极好的天气》饰演 妍珠
- 2017年：短篇《椅子上的女人》饰演 社会福祉师
- 2017年：《独自在夜晚的海边》饰演 梁玛丽
- 2018年：《消失的夜晚（朝鲜语：사라진 밤）》饰演 喜妍
- 2018年：《草叶集（朝鲜语：풀잎들）》饰演 美娜
- 2018年：短篇《成人礼》饰演 白雪
- 2018年：短篇《两个房间》饰演 慈熙
- 2018年：短篇《本来应该杀了那家伙》
- 2018年：短篇《需要我的时候给我打电话》
- 2019年：《正午的野餐（朝鲜语：한낮의 피크닉）》饰演 崔英信
- 2019年：《房子的故事（朝鲜语：집 이야기）》饰演 庆兰
- 2019年：《82年生的金智英》饰演 金恩英
- 2019年：《电影之路的一天（朝鲜语：영화로운 나날）》饰演 导演
- 2020年：《移葬（朝鲜语：이장 (영화)）》饰演 锦熙
- 2020年：短篇《两个水和一个打火机》
- 2021年：《孩子们很有趣（朝鲜语：아이들은 즐겁다）》饰演 老师
- 2021年：《僵尸粉碎：Heyri（朝鲜语：좀비크러쉬: 헤이리）》饰演 孔珍善
- 2021年：《恋爱缺席的罗曼史》饰演 善彬
- 2021年：《沙娜熙純情（朝鲜语：싸나희 순정）》
- 2021年：《Live Hard》饰演 恩静
- 2021年：短篇《分开才是家人》饰演 敏贞
- 2022年：《搞笑得刚刚好（朝鲜语：우스운게 딱! 좋아!）》饰演 陆敏贞
- 2022年：《破虏湖（朝鲜语：파로호 (영화)）》饰演 贤智
- 2023年：《水泥烏托邦》饰演 孝珍
- 待定：《方法演技》（메소드 연기）

### 电视剧
- 2015年：SBS《村莊：阿雉阿拉的祕密》饰演 美术学院老师
- 2017年：Naver TV《明天开始我们（朝鲜语：내일부터 우리는）》饰演 灿善
- 2017年：KBS《我的黃金光輝人生》饰演 宋美玄
- 2017年：SBS《愛情的溫度》饰演 秀英
- 2018年：tvN《TvN Drama Stage - 文集》饰演 成年素怡
- 2018年：tvN《認識的妻子》饰演 崔惠晶
- 2020年：MBC every1《拜托不要见那个男人（朝鲜语：제발 그 남자 만나지 마요）》饰演 卓琪贤
- 2020年：JTBC《宵夜男女》饰演 刘星恩
- 2021年：tvN《海岸村恰恰恰》饰演 表美善
- 2022年：TVING《全體均可觀看：Short Buster-6歲開始平行觀察(평행관측은 6살부터)》飾演 京信
- 2022年：tvN《小女子》饰演 张玛丽
- 2022年：SBS《千元律師》饰演 罗爱珍
- 2023年：Netflix《精神病房也會迎來清晨》飾演 許智顏
- 2023年：Prime Video《我的男神丘比特》飾演 安朵拉
- 2024年：tvN《和我老公結婚吧》飾演 楊珠蘭
- 2024年：KBS joy+Netflix《今天也很抱歉》飾演 崔荷娜

## 其他作品

### 舞台剧
- 2010-2012年：《屋塔房小猫》
- 2013年：《5月要结婚》
- 2018年：《正义的人们》

## 奖项
- 2020年：第24届富川國際奇幻電影節—韩国奇幻长篇作品演员奖评审团特别提及（《僵尸粉碎：Heyri（朝鲜语：좀비크러쉬: 헤이리）》）
- 2022年：SBS演技大奖—迷你剧浪漫及喜剧部门 女子助演奖（《千元律師》）